# SWGO (Observatorio de Rayos Gamma de Campo Amplio del Sur)
El Southern Wide-field Gamma-ray Observatory (SWGO) es un observatorio astronómico de rayos gamma que será construido en Sudamérica. SWGO será diseñado para detectar las partículas de las lluvias atmosféricas inducidas por rayos gamma de muy alta energía que entran en la atmósfera terrestre. SWGO será el primer observatorio astronómico de rayos gamma a gran altura (al menos a 4400 metros sobre el nivel del mar) que podrá observar una amplia porción del cielo meridional y complementará a los instrumentos actuales y futuros como HAWC, LHAASO y CTA. Se está considerando sitios en los Andes de Argentina, Bolivia, Chile y Perú.
SWGO contribuirá a la astronomía multi-mensajero y se unirá al esfuerzo mundial por entender fenómenos astrofísicos extremos. Entre los principales objetivos científicos de SWGO está el estudio de aceleradores cósmicos, sean galácticos o extragalácticos, como los remanentes de supernova, los núcleos galácticos activos y los estallidos de rayos gamma. SWGO además probará la física de las partículas más allá del Modelo Estándar (por ejemplo las aún esquivas partículas de la materia oscura) y contribuirá a caracterizar el flujo de rayos cósmicos.